# St. Leonhard (Leonberg)
Die Pfarrkirche St. Leonhard ist die römisch-katholische Pfarrkirche der Gemeinde Leonberg im Landkreis Tirschenreuth in der nördlichen Oberpfalz.

## Geschichte
Ein Vorgängerbau wurde 1716 von Georg Häring errichtet. Das heutige Bauwerk stammt vom Bärnauer Baumeister Philipp Mühlmayer und wurde in den Jahren 1721 bis 1726 unter Verwendung  des gotischen Chormauerwerks errichtet. Im 17./18. Jahrhundert wurde am Aufgang zur Kirche eine Ölberg-Kapelle mit einer Figurengruppe gebaut.

## Innenausstattung
Der Hochaltar der Kirche ist ein Akanthusaltar aus dem Jahr 1724, der vom Bildhauer Karl Stilp unter Mitwirkung des Fassmalers Theodor Freund geschaffen wurde. Das Altarblatt, das den Heiligen Leonhard betend vor der Gottesmutter zeigt, ist ein Werk eines Egerer Malers. Das Altargemälde von Karl Hofreiter ist von  Akanthusranken und Engelsfiguren umgeben. An den beiden Seiten stehen Figuren der Heiligen Anna mit ihrer kleinen Tochter Maria und des Heiligen Joachim.
Auf der linken Seite des Langhauses neben dem Chor befindet sich der Marienaltar mit einer Statue der Muttergottes mit dem Jesuskind. An den Seiten sind Figuren der heiligen Jungfrauen Katharina und Barbara angebracht. Nach oben bildet eine Gruppe von Engeln mit der Heiligen Margareta in der Mitte den Abschluss des Altars. Die andere Seite wird vom Leonhardaltar beherrscht. Die Figur des Heiligen Leonhard mit Brustkreuz und Stab, den Zeichen eines Abtes, steht in der Mitte und wird umgeben von Statuen der Heiligen Sebastian und Rochus. In der Altarmitte befindet sich ein Madonnenrelief aus Wachs und am oberen Ende umgibt, wie auch am Marienaltar, eine Engelsgruppe den Heiligen Bernhard. Ein weiterer Seitenaltar befindet sich an der Nordseite des Kirchenschiffes. Der Rokokoaltar stammt aus der Friedhofskapelle und zeigt als Altarbild die Kreuzigung Jesu mit armen Seelen darunter und zwei Posaunenengeln am oberen Ende. Daneben befindet sich eine aus Fockenfeld stammende Fatima-Muttergottesstatue, die der Kirche gestiftet wurde.
Die Deckenfresken schuf 1892 der Tirschenreuther Kunstmaler und Vergolder Johann Aichlmayr. Sie zeigen drei Szenen aus dem Leben des Kirchenpatrons. Der Heilige ist als Marienverehrer und Fürsprecher der Menschen, als Wundertätiger sowie als Missionar und Pilger dargestellt. Das Langhaus zieren Bilder der zwölf Apostel, den Chorraum Abbildungen der vier Evangelisten und der vier Kirchenlehrer.